# 掲東県
掲東県（けいとうけん）は中華人民共和国広東省掲陽市に位置していた県。

## 歴史
1991年に掲陽県より分割・設置される。
2012年12月、榕城区・掲東県の各一部が合併し、掲東区が発足。掲東県の残部が榕城区に編入。

## 行政区画
下部に1街道、14鎮を管轄していた。
- 街道
  - 曲渓街道
- 鎮
  - 雲路鎮、玉窖鎮、登崗鎮、炮台鎮、地都鎮、霖磐鎮、月城鎮、白塔鎮、竜尾鎮、桂嶺鎮、錫場鎮、新亨鎮、玉湖鎮、埔田鎮